# 周宜振
周宜振（1640年—？年），字子詵，號靜齋。江南省常州府無錫縣（今屬江蘇省無錫市）人，清朝政治人物。

## 生平
康熙十六年（1677年）丁巳开科江南鄉試第五十名舉人，
康熙二十一年（1682年）壬戌科會試第五十九名，殿試位列第三甲第六十一名同進士出身。記名以知縣用。
二十九年（1690年）授浙江杭州府錢塘縣知縣。六月，以知縣充任庚午科浙江鄉試同考官。在地方州縣以文才聞名。
三十年（1691年）調任浙江台州府太平縣知縣，錢塘縣紳民為周宜振建生祠於吳山。三十二年（1693年）自太平縣去職。

## 家族
- 父：周公謨（1616年－1695年），明末邑庠生，舉鄉飲大賓，與東林黨交遊，未曾講學。
- 兄：
  - 周弘（1637年－1705年），康熙三年進士，官至翰林院侍講學士。
  - 周宜繩，以孝悌知名。
- 子：周金藺。
- 孫：周奕清，旌表為孝友。
- 姪：
  - 周金簡，康熙五十一年進士，官翰林院編修。
  - 周金紳，乾隆四年進士，官四川知縣。